# Mărăcineni (Buzău)
Mărăcineni é uma comuna romena localizada no distrito de Buzău, na região de Valáquia. A comuna possui uma área de 29.48 km² e sua população era de 7901 habitantes segundo o censo de 2007.